# Dryden (village, New York)
Ne doit pas être confondu avec Dryden (ville, New York).
Pour les articles homonymes, voir Dryden.
Dryden est un village du comté de Tompkins, dans l'État de New York, aux États-Unis,. En 2010, il compte une population de 1 890 habitants.

## Démographie
Lors du recensement de 2010, le village comptait une population de 1 890 habitants, tandis qu'en 2019, elle est estimée à 2 047 habitants.